# Dietmar-Hopp-Stadion
Das Dietmar-Hopp-Stadion ist ein Fußballstadion im Stadtteil Hoffenheim der baden-württembergischen Stadt Sinsheim. Es war von 1999 bis 2008 die Heimspielstätte der 1. Herrenmannschaft der TSG 1899 Hoffenheim, die dort seit 2000 viermal einen Aufstieg in die nächsthöhere Spielklasse feierte, zuletzt im Mai 2008, als der Aufstieg in die Bundesliga gelang. Die Anlage ist benannt nach Dietmar Hopp, dem Mäzen des Klubs, der das Stadion privat finanzierte.

## Geschichte
Das Stadion wurde 1999 zusammen mit einem benachbarten Kunstrasenplatz zum 100. Geburtstag des Vereins fertiggestellt und ersetzte den zuvor dort befindlichen Sportplatz und das ehemalige Vereinsheim. Es bot zunächst 5000 Zuschauerplätze, darunter 1620 überdachte Sitzplätze. Eingeweiht wurde das Stadion mit einem Freundschaftsspiel gegen den FC Bayern München.
In der Regionalliga-Saison 2005/06 kamen im Schnitt rund 2000 Zuschauer zu den Heimspielen, in der folgenden Saison 2006/07, die den Aufstieg in die 2. Bundesliga brachte, stieg der Zuschauerschnitt auf 3000.
Um den Anforderungen der Deutschen Fußball Liga (DFL) an ein Zweitliga-Stadion gerecht zu werden, wurden im Sommer 2007 zahlreiche Umbaumaßnahmen vorgenommen. Das Dietmar-Hopp-Stadion hat seither ein Fassungsvermögen von rund 6350 Zuschauern, davon 3000 auf Sitzplätzen. Außer den 350 Stehplätzen auf der Gegengerade sind alle Plätze überdacht.
Parallel zu diesem Umbau begann 2007 der Bau eines größeren Stadions an der Autobahn 6 in Sinsheim. Im Januar 2009 bezog der Verein die Rhein-Neckar-Arena, die rund 30.000 Zuschauern Platz bietet; nach dem Bundesliga-Aufstieg waren in der Hinrunde der Saison 2008/09 die Heimspiele übergangsweise im Mannheimer Carl-Benz-Stadion ausgetragen worden.

## Nutzung
Neben den Spielen der TSG 1899 Hoffenheim in Verbandsliga, Oberliga, Regionalliga und 2. Bundesliga war das Dietmar-Hopp-Stadion auch Austragungsort mehrerer Junioren-Nationalspiele, eines Spiels des DFB-Ligapokals 2001 zwischen dem SC Freiburg und Borussia Dortmund sowie einmaliger Heimspielort der Frauen-Nationalmannschaft, die in Vorbereitung auf die Olympischen Sommerspiele 2004 am 21. Juli 2004 vor 6257 Zuschauern mit 0:1 gegen Norwegen unterlag.
Das Dietmar-Hopp-Stadion wird weiterhin von der in der Regionalliga Südwest spielenden 2. Mannschaft, den Jugendmannschaften des Vereins und der 2013 in die Bundesliga aufgestiegenen Frauenmannschaft genutzt.

## Besondere Spiele

### Länderspiele
| Freitag, 21. Juli 2000 – U18-Europameisterschaft 2000 |   |                   |     |
| Niederlande U18                                       | – | Ukraine U18       | 0:0 |
| Dienstag, 16. April 2002 – Freundschaftsspiel         |   |                   |     |
| Deutschland U21                                       | – | Russland U21      | 2:1 |
| Mittwoch, 21. Juli 2004 – Freundschaftsspiel          |   |                   |     |
| Deutschland (Frauen)                                  | – | Norwegen (Frauen) | 0:1 |

### Vereinsspiele
|                                            |   |                     |                |
| Mittwoch, 11. Juli 2001 – DFB-Ligapokal    |   |                     |                |
| Borussia Dortmund                          | – | SC Freiburg         | 1:1, 3:1 i. E. |
| Dienstag, 18. Mai 2004 – bfv-Pokalfinale   |   |                     |                |
| TSG 1899 Hoffenheim                        | – | VfR Mannheim        | 1:0            |
| Samstag, 22. August 2020 – bfv-Pokalfinale |   |                     |                |
| FC Nöttingen                               | – | SV Waldhof Mannheim | 1:4            |

### Eröffnungsspiel
Durch die guten Kontakte von Dietmar Hopp zu Franz Beckenbauer kam der Champions-League-Finalist FC Bayern München im August 1999 zur Stadion-Eröffnungsfeier des Verbandsligisten nach Hoffenheim. Mario Basler erzielte das erste Tor im neuen Stadion, und die Münchner gewannen die Partie vor ausverkauften Rängen deutlich mit 4:1.
| TSG 1899 Hoffenheim                                                        | TSG 1899 Hoffenheim | FC Bayern München | FC Bayern München |
| -------------------------------------------------------------------------- | --- | --- | ----------------- |
| TSG 1899 Hoffenheim                                                        | \| Samstag, 17. August 1999 um 15:30 Uhr in Hoffenheim (Dietmar-Hopp-Stadion) \| \| Ergebnis: 1:4 (0:1) \| \| Zuschauer: 6.200 (ausverkauft) \| \| Schiedsrichter: Jörg Friedrichs \| | \| Samstag, 17. August 1999 um 15:30 Uhr in Hoffenheim (Dietmar-Hopp-Stadion) \| \| Ergebnis: 1:4 (0:1) \| \| Zuschauer: 6.200 (ausverkauft) \| \| Schiedsrichter: Jörg Friedrichs \| | FC Bayern München |
| TSG 1899 Hoffenheim                                                        | Kevin Knödler (46. Stefan Pister) – Sven Zahnleiter, Xaver Zembrod (49. Rouven Müller), Marc Rapp, Sven Meyer (49. Uwe Andorfer) – Dumitru Balea, Thorsten Müller (49. Thorsten Scholl), Guido Streichsbier (49. Meik Spieler) – Kristian Baumgärtner (13. Markus Pukallus), Oliver Heckmann (49. Andreas Gaber), André Kombal (49. Kenan Safter) Cheftrainer: Günter Hillenbrand | Bernd Dreher (46. Stefan Wessels) – Hasan Salihamidžić (46. Michael Tarnat), Patrik Andersson, Markus Babbel (46. Sebastian Backer), Michael Wiesinger – Thorsten Fink, Thomas Strunz, David Jarolím (74. Frank Wiblishauser) – Giovane Élber (46. Alexander Zickler), Roque Santa Cruz, Mario Basler Cheftrainer: Ottmar Hitzfeld | FC Bayern München |
| TSG 1899 Hoffenheim                                                        | 1:3 Pukallus (79.) | 0:1 Basler (37.) 0:2 Santa Cruz (49.) 0:3 Santa Cruz (52.) 1:4 Zickler (89.) | FC Bayern München |
| Samstag, 17. August 1999 um 15:30 Uhr in Hoffenheim (Dietmar-Hopp-Stadion) | | |                   |
| Ergebnis: 1:4 (0:1)                                                        | | |                   |
| Zuschauer: 6.200 (ausverkauft)                                             | | |                   |
| Schiedsrichter: Jörg Friedrichs                                            | | |                   |

## Galerie

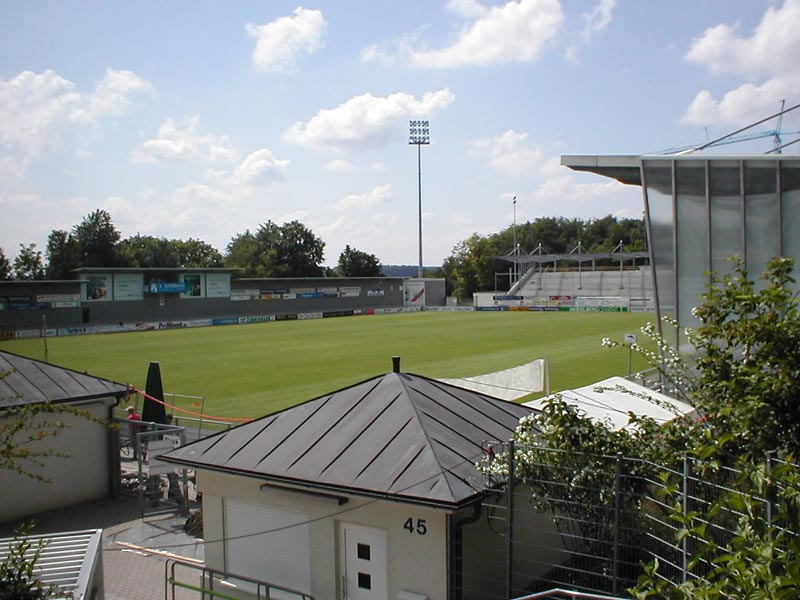
Blick von außen ins Stadion (2007)
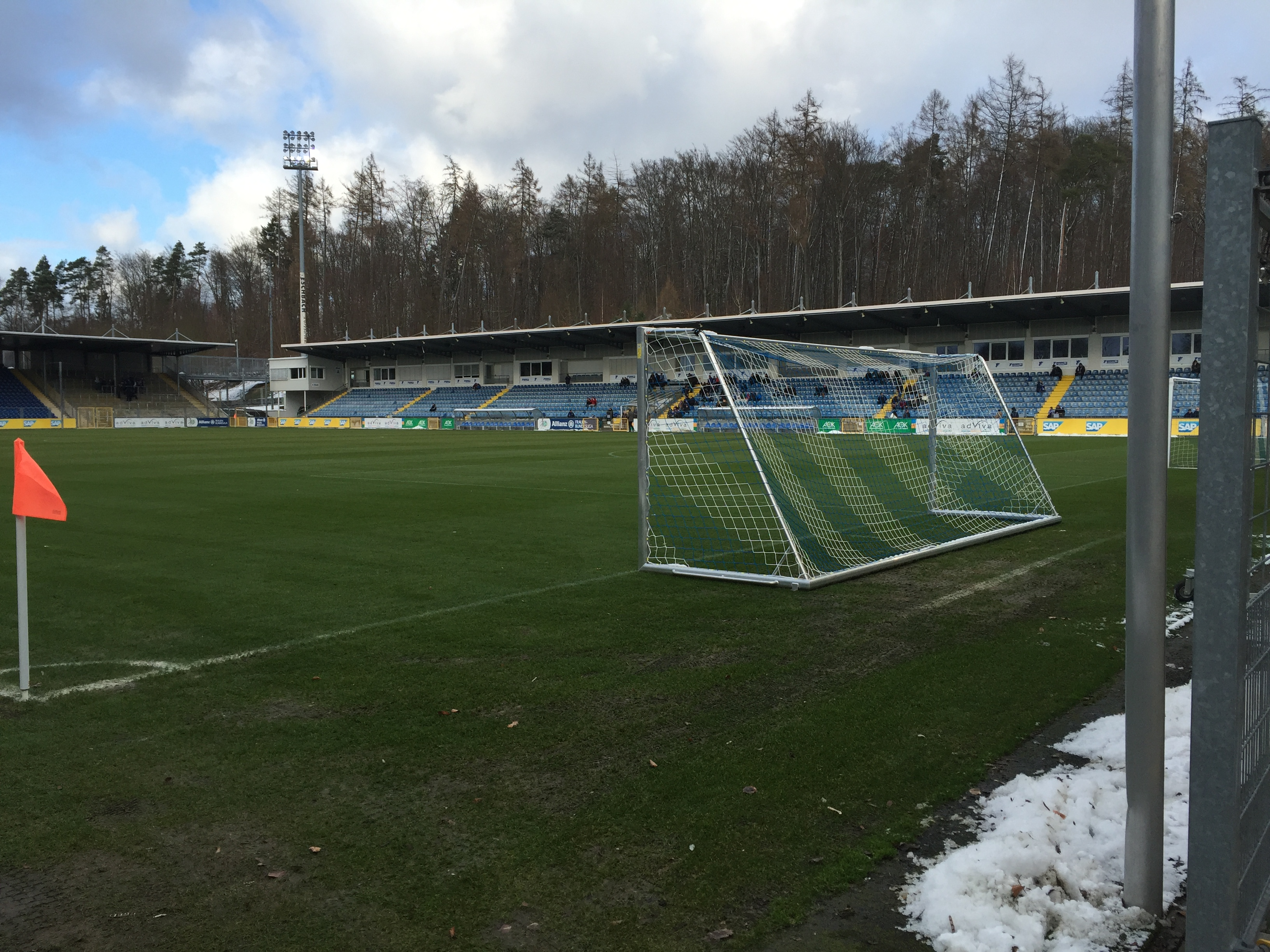
Blick auf die Haupttribüne (2016)
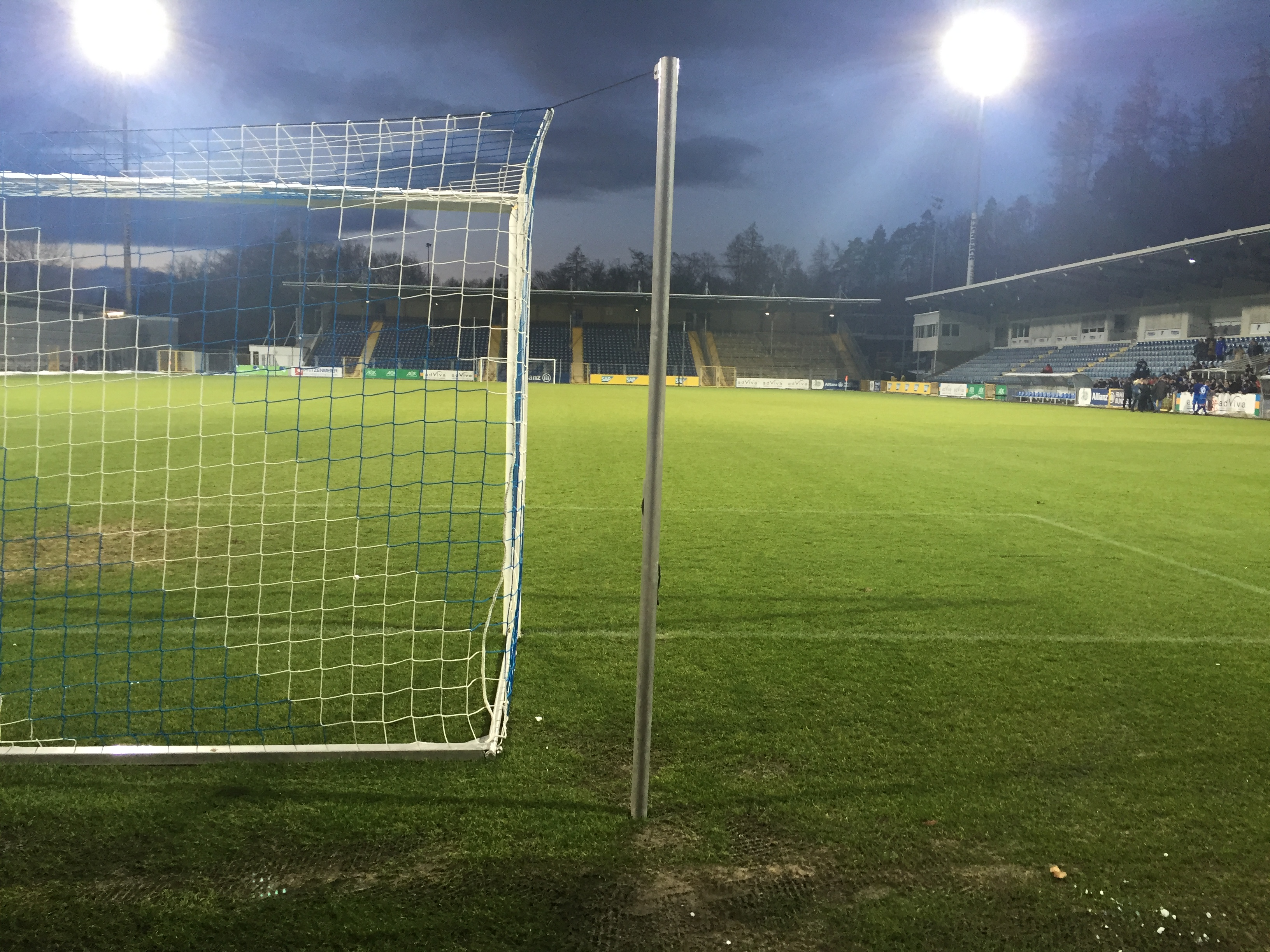
Blick auf die Westtribüne (2016)
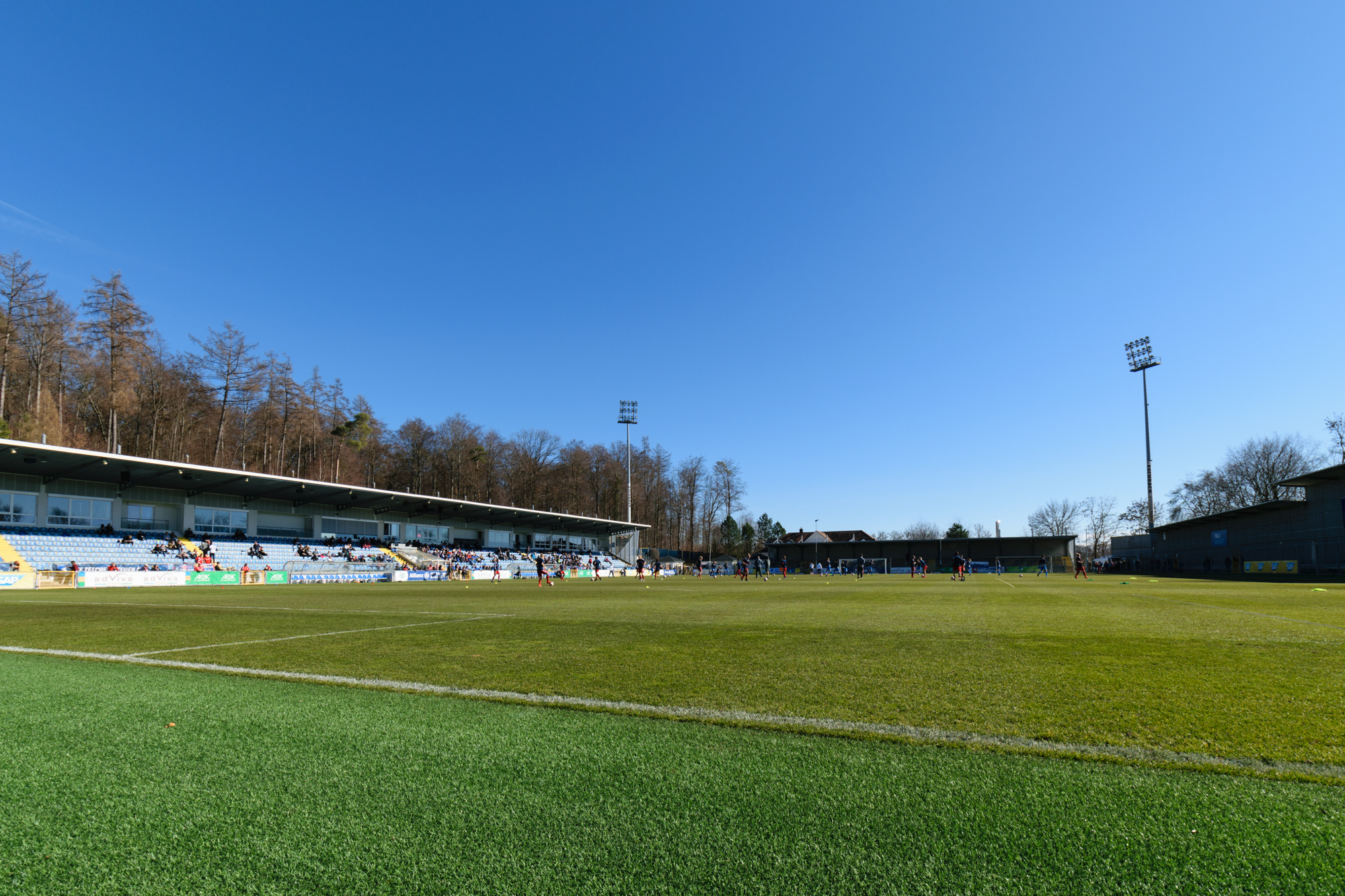
Stadionpanorama (2019)
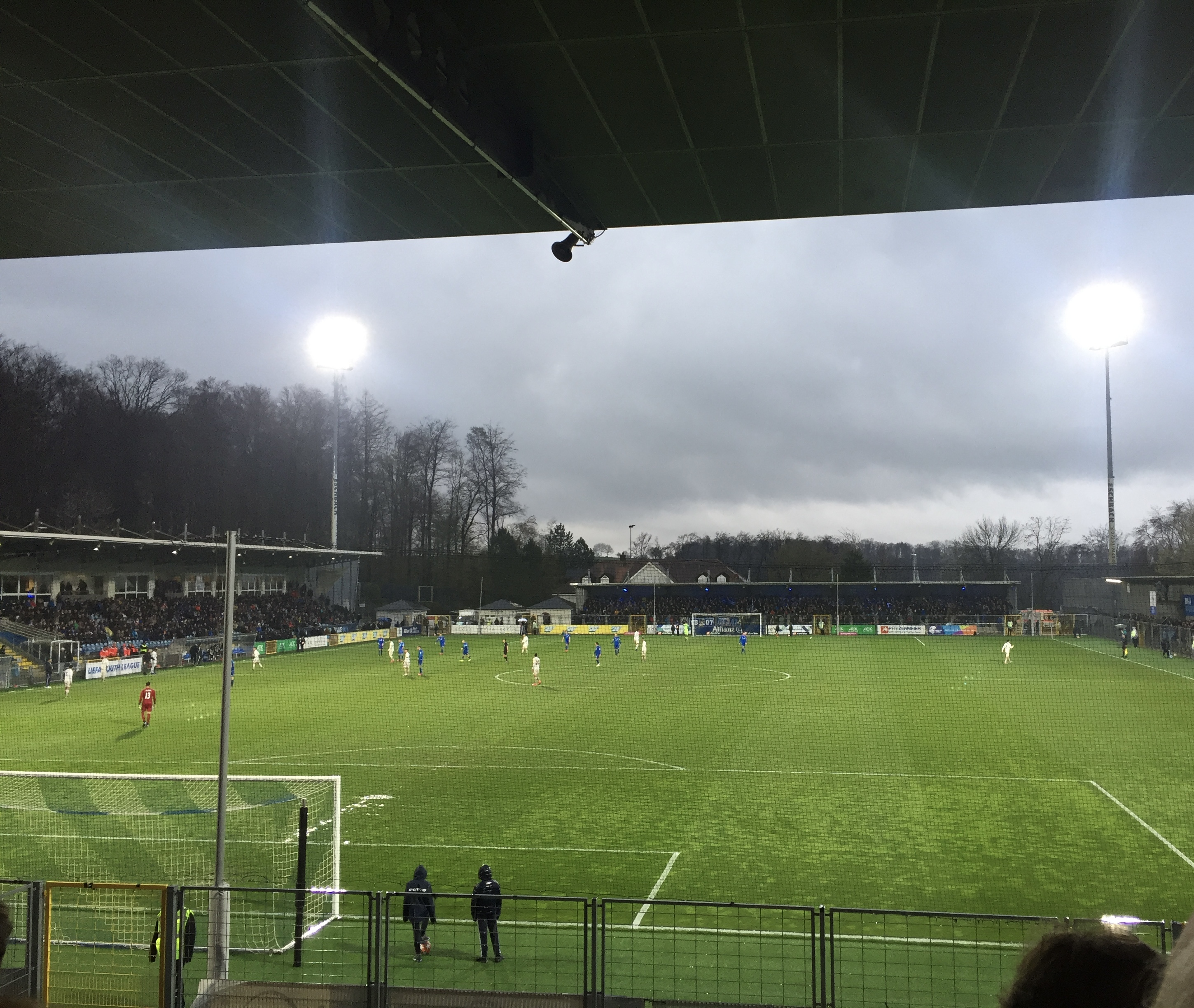
UYL-Spiel zwischen Hoffenheim und Real Madrid (2019)